# Torre da Trindade

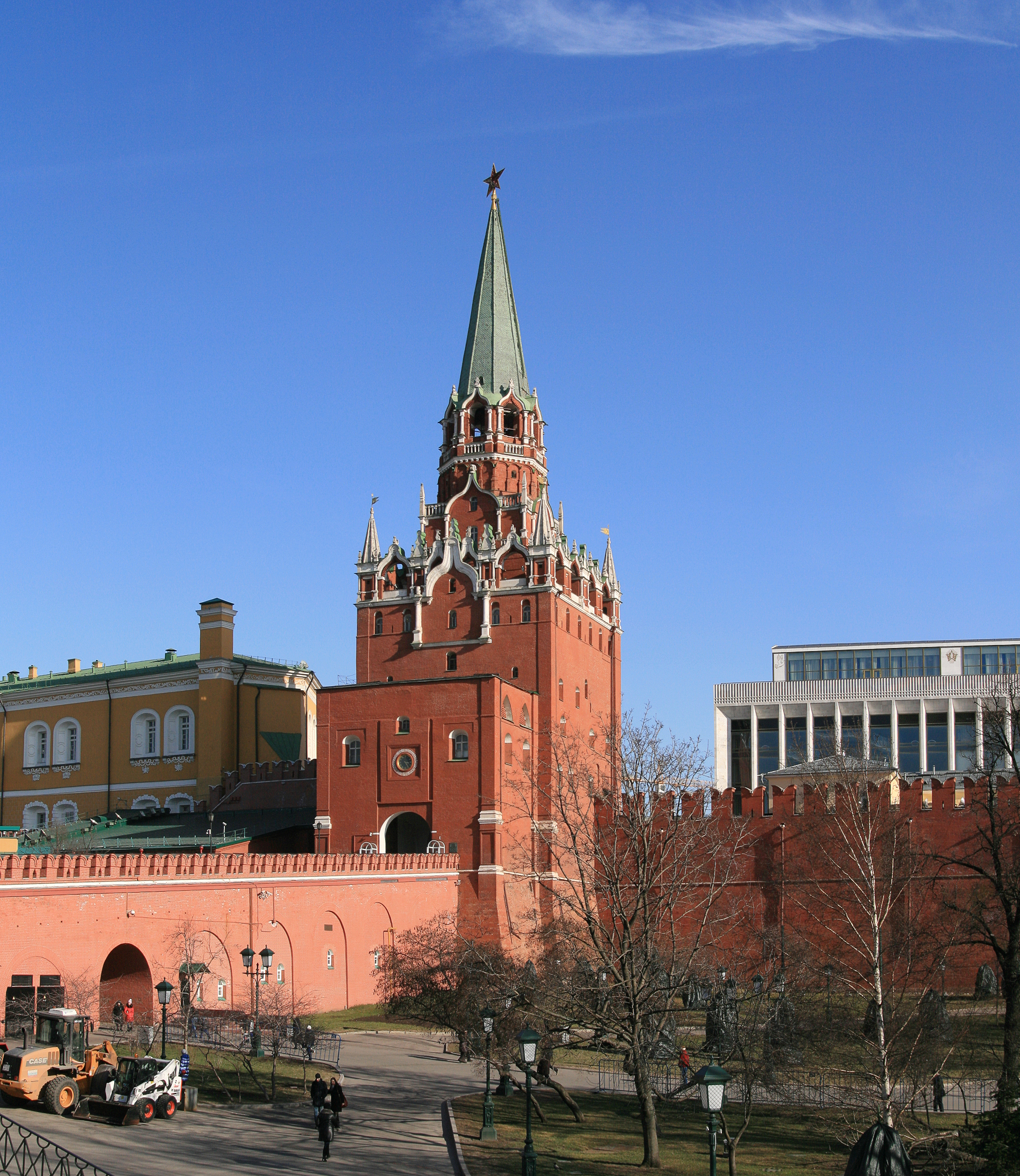
Torre da Trindade

Torre da Trindade (em russo:  башня Троицкая) é uma torre com uma passagem no meio localizada no centro da muralha noroeste do Kremlin de Moscou, com vista para o Jardim de Alexandre, na Rússia. A torre foi construída entre 1495 e 1499 pelo arquiteto italiano Aloisio da Milano (conhecido na Rússia como Aleviz Fryazin Milanets). A torre tem vários nomes, como Rizopolozhenskaya, Znamenskaya e Karetnaya.
O porão de dois andares da torre abrigava uma prisão nos séculos XVI e XVII. Houve também um relógio no topo da torre entre 1585 e 1812. Em 1707, devido a uma ameaça de invasão sueca, os slots de armas da estrutura foram ampliadas para caber canhões pesados. Em 1935, os soviéticos instalaram uma estrela vermelha no topo da torre. Antes de domínio soviético a torre tinha um ícone da Santíssima Trindade. No entanto, como esta torre era a entrada formal para os grandes Congressos do Partido Comunista o ícone foi totalmente removido ao invés de apenas recolocado, como aqueles nas torres Spasskaya e Nikolskaya.
A torre Troitskaya é a torre mais alta do Kremlin. A sua altura atual em conjunto com a estrela é de 80 metros. O portão da torre é a principal entrada dos visitantes do Kremlin.